# Opinione pubblica (film)
Opinione pubblica è un film italiano del 1954 diretto da Maurizio Corgnati (con la supervisione di Goffredo Alessandrini), con Daniel Gélin, Gianrico Tedeschi, Delia Scala, Carlo Campanini.

## Trama
In seguito alla morte della moglie avvenuta in circostanze non chiare, il meccanico Egisto Bianchi viene accusato d'uxoricidio. Del caso comincia ad occuparsi un giornalista, che accende l'interesse pubblico, con un'indovinata campagna di stampa. L'imputato viene assolto per insufficienza di prove, ma il giornalista pensa di poter trarre ancora vantaggio dal caso facendone un film. Convince quindi alcuni cineasti e trarre dall'episodio il soggetto di una pellicola di cui lo stesso Bianchi sarà protagonista.
Durante le riprese, il giornalista scopre che la moglie di Bianchi tradiva il marito. Così decide allora di modificare il copione cinematografico, includendovi l'adulterio, e per poter girare senza problemisi fa in modo che il Bianchi s'allontani. Ma questi ritorna e, non visto, assiste nel cinema del paese alle nuove scene del film. Bianchi, convinto che l'adulterio sia un'invenzione, protesta per il cambiamento, ma il giornalista gli rivela la verità, portando la vicenda a un finale drammatico.